# Lista koncertów Kylie Minogue
Artykuł przedstawia listę tras koncertowych oraz innych pojedynczych koncertów i występów australiskiej piosenkarki Kylie Minogue.

## Lista tras koncertowych
| Rok       | Nazwa trasy koncertowej            | Daty koncertów                            | Państwa                                                       | Liczba koncertów | Promowany album                                                          |
| --------- | ---------------------------------- | ----------------------------------------- | ------------------------------------------------------------- | ---------------- | ------------------------------------------------------------------------ |
| 1989      | Disco in Dream/The Hitman Roadshow | 2 października 1989 – 9 października 1989 | Japonia, Wielka Brytania                                      | 14               | Kylie Enjoy Yourself                                                     |
| 1990      | Enjoy Yourself Tour                | 3 lutego 1990 – 9 lutego 1990             | Australia, Europa, Azja                                       | 22               | Enjoy Yourself                                                           |
| 1991      | Rhythm of Love Tour                | 10 lutego 1991 – 23 lutego 1991           | Australia, Japonia                                            | 13               | Rhythm of Love                                                           |
| 1991      | Let’s Get to It Tour               | 25 października 1991 – 8 listopada 1991   | Wielka Brytania                                               | 13               | Let’s Get to It                                                          |
| 1998      | Intimate and Live Tour             | 2 czerwca 1998 – 4 czerwca 1998           | Australia, Wielka Brytania                                    | 21               | Kylie Minogue Impossible Princess                                        |
| 2001      | On a Night Like This Tour          | 3 marca 2001 – 28 marca 2001              | Europa, Australia                                             | 43               | Light Years                                                              |
| 2002      | KylieFever2002                     | 26 kwietnia 2002 – 18 czerwca 2002        | Europa, Australia                                             | 50               | Fever                                                                    |
| 2005      | Showgirl: The Greatest Hits Tour   | 19 marca 2005 – 7 maja 2005               | Europa                                                        | 37               | Ultimate Kylie                                                           |
| 2006–2007 | Showgirl: The Homecoming Tour      | 11 listopada 2006 – 17 grudnia 2006       | Australia, Wielka Brytania                                    | 33               | Ultimate Kylie                                                           |
| 2008      | KylieX2008                         | 6 maja 2008 – 22 grudnia 2008             | Europa, Ameryka Południowa, Azja, Oceania                     | 74               | X                                                                        |
| 2009      | For You, For Me Tour               | 30 września 2009 – 13 października 2009   | Ameryka Północna                                              | 9                | Wszystkie dotychczasowe wydawnictwa                                      |
| 2011      | Aphrodite: Les Folies Tour         | 19 lutego 2011 – 14 lipca 2011            | Europa, Ameryka Północna, Azja, Afryka Południowa, Australia  | 77               | Aphrodite                                                                |
| 2012      | Anti Tour                          | 18 marca 2012 – 3 kwietnia 2012           | Europa, Australia                                             | 5                | Nie wydane dotąd utwory, dema, strony B, utwory wcześniej nie wykonywane |
| 2014–2015 | Kiss Me Once Tour                  | 24 września 2014 – 28 marca 2015          | Europa, Australia                                             | 35               | Kiss Me Once                                                             |
| 2018–2019 | Golden Tour                        | 18 września 2018 – 17 marca 2019          | Europa, Australia                                             | 33               | Golden                                                                   |
| 2025      | Tension Tour                       | 2025                                      | Europa, Australia, Azja, Ameryka Północna, Ameryka Południowa | 69               | Tension, Tension II                                                      |

## Pozostałe koncerty i występy
| Rok       | Nazwa trasy koncertowej | Daty koncertów                     | Państwa                  | Liczba koncertów | Promowany album                              |
| --------- | ----------------------- | ---------------------------------- | ------------------------ | ---------------- | -------------------------------------------- |
| 2003      | Money Can't Buy         | 15 listopada 2003                  | Europa                   | 1                | Body Language                                |
| 2015      | Kylie Summer 2015       | 12 czerwca 2015 – 18 lipca 2015    | Europa                   | 6                | Żaden                                        |
| 2015–2016 | A Kylie Christmas       | 11 grudnia 2015 – 10 grudnia 2016  | Europa                   | 3                | Kylie Christmas                              |
| 2018      | Kylie Presents Golden   | 13 marca 2018 – 25 czerwca 2018    | Europa, Ameryka Północna | 6                | Golden                                       |
| 2019      | Summer 2019             | 20 czerwca 2019 – 3 sierpnia 2019  | Europa                   | 15               | Step Back in Time: The Definitive Collection |
| 2020      | Infinite Disco          | 7 listopada 2020 – 31 grudnia 2020 | Światowy                 | 2                | Disco                                        |